# پرگرین میتلند
پرگرین میتلند (انگلیسی: Peregrine Maitland; ۶ july ۱۷۷۷ – ۳۰ مه ۱۸۵۴ (۷۶ ساله)) فرد نظامی اهل پادشاهی متحد بریتانیای کبیر و ایرلند بود.